# Stefano Checchin
Stefano Checchin (Camposampiero, Vèneto, 14 de enero de 1967) fue un ciclista italiano, que fue profesional entre 1993 y 1998.

## Palmarés
- 1988
  - 1.º en el Gran Premio de la Industria y el Comercio de San Vendemiano
- 1990
  - 1.º en La Popolarissima
- 1992
  - 1.º en la Astico-Brenta
- 1993
  - 1.º en el Giro del Casentino
  - 1.º en el Trofeo Gianfranco Bianchin

### Resultados en el Giro de Italia
- 1994. 76.º de la clasificación general
- 1996. 41.º de la clasificación general